# Pekka Niemi (haltérophile)
Pour les articles homonymes, voir Pekka Niemi.
Pekka Kalevi Niemi (né le 14 novembre 1952 à Lohtaja (Finlande)) est un haltérophile finlandais.
Il remporte une médaille de bronze olympique en 1984 à Los Angeles en moins de 100 kg ainsi qu'une autre médaille de bronze aux Championnats du monde d'haltérophilie de 1984.